# Andrea Libman
Andrea Libman (ur. 19 lipca 1984 w Toronto) – kanadyjska aktorka i wokalistka.
Jest oryginalnym głosem Pinkie Pie i Fluttershy w serialu My Little Pony: Przyjaźń to magia.

## Filmografia (wybór)
- Barbie i magia pegaza – Lilac
- Barbie Fairytopia: Magic of the Rainbow – Shimmer, Pixie 2
- Kot Billy – dodatkowe głosy
- Bob Budowniczy – dodatkowe głosy
- Dinusie – LaBrea
- Kacze opowieści – Bramble
- My Little Pony: Przyjaźń to magia – Pinkie Pie, Fluttershy, dodatkowe głosy
- My Little Pony: Equestria Girls – Pinkie Pie, Fluttershy
- My Little Pony: Pony Life – Pinkie Pie, Fluttershy[4]
- Super Monsters – Katya